# Фенољија (Торино)
Фенољија је насеље у Италији у округу Торино, региону Пијемонт.
Према процени из 2011. у насељу је живело 30 становника. Насеље се налази на надморској висини од 319 м.